# Дмитриева, Людмила Борисовна
Людми́ла Бори́совна Дми́триева (род. 9 августа 1947, Москва) — советская и российская актриса театра и кино. Народная артистка Российской Федерации (2011).

## Биография
Родилась 9 августа 1947 года в Москве.
В 1975 году окончила школу-студию МХАТ. В 1975—1990 годы — актриса МХАТ (с 1987 — МХАТ имени Чехова). С 1993 года — ведущая артистка театра «Et cetera». Людмила Дмитриева — актриса широкого актёрского диапазона: с успехом играет как драматические, так и комедийные роли.
Народная артистка и сегодня «в строю». В театре Александра Калягина она играет в спектакле «Компаньоны» по пьесе Галина. Премьера состоялась семь лет назад, накануне 70-летнего юбилея актрисы. Роль Александр Галин написал специально для Дмитриевой. Комедия собирает полные залы и сейчас. За работу в «Компаньонах» Людмила Дмитриева получила приз от газеты «Московский комсомолец». В дуэте с ней играет Виктор Вержбицкий.
В 2017 году зрители увидели на экранах премьеру фантастической мелодрамы «Грааль», где Дмитриевой досталась роль второго плана.

## Личная жизнь
Знакомство с актёром Борисом Ардовым в театральной студии Текстильного института переросло в любовный роман, а роман увенчался браком. Брак с  Борисом Ардовым продлился три года: у мужа случился роман с Ольгой Розовской. Супруги расстались.
Во второй раз Людмила Дмитриева пошла под венец с художником-декоратором Юрием Сенчишиным. Актриса родила сына Алексея. Дети подарили Людмиле Борисовне четверых внуков.

## Фильмография
- 1974 — Бенефис Сергея Мартинсона (фильм-спектакль) — эпизод
- 1975 — Чужие письма — Зоя, невеста Шуры, брата Зины
- 1976 — Сентиментальный роман — Ксаня
- 1977 — Кольца Альманзора — принцесса Августа
- 1978 — Дожди по всей территории — Зинаида
- 1978 — Комиссия по расследованию — эпизод
- 1978 — Расмус-бродяга — Анна
- 1978 — Как тоску одолели (мультфильм) — девушка
- 1979 — Ватага «Семь ветров» — Каштанова
- 1979 — Возьми меня с собой — Дуня
- 1979 — Красный велосипед — Христина, жена Якуба Коваленка
- 1979 — Осенняя история — Маша, секретарша Зориной
- 1979 — Соловей — эпизод
- 1980 — Первой по росе прошла красавица (короткометражный)
- 1982 — Ищите женщину — Сюзанна Бриссар
- 1983 — Взятка. Из блокнота журналиста В. Цветкова (фильм) — Ирина Михайловна Ревзина
- 1983 — Подросток — дама в пансионе
- 1984 — Почти ровесники — больная
- 1985 — Искренне Ваш — режиссёр телевидения
- 1986 — Путешествие мсье Перришона — эпизод
- 1987 — Мой боевой расчёт — Ксения Ивановна, учительница немецкого
- 1991 — Любовники декабря
- 1992 — Отшельник
- 1992-1994 — Горячев и другие — Юлия Сергеевна (главная роль)
- 1994 — Я свободен, я ничей — гостья Гуляева
- 1996 — Кафе «Клубничка» — Алла Леопольдовна, учительница русского языка и литературы
- 2001 — Пятый угол — Инга Игнатьевна
- 2001 — Семейные тайны — эпизод
- 2003 — Адвокат — мать Скворцова
- 2003 — Вождь краснокожих (2 серия)
- 2003 — Моя родня — бабушкa
- 2003 — Побег (фильм 2)
- 2003 — Участковый (3 серия)
- 2003 — Химия и жизнь (1 серия)
- 2004 — О любви в любую погоду — продавщица
- 2005 — Над вечным покоем (фильм 4)
- 2005 — Сыщики 4 — Кутя, жена Богомазова
- 2006 — Адажио (5 серия)
- 2006 — Дом-фантом в приданое (Украина) — Ирина Парамонова
- 2006 — Завершение дела (фильм 4, нет в титрах)
- 2006 — На крыше (фильм 5, нет в титрах)
- 2006 — Погоня за ангелом — мать Тоши и Маши
- 2006 — Угон
- 2006 — Ты — это я
- 2007 — Вина (фильм 13)
- 2007 — Закон и порядок: Отдел оперативных расследований — судья Петрова
- 2007 — Закон и порядок: Отдел оперативных расследований 2 — судья Петрова
- 2007 — Откройте, Дед Мороз! — соседка
- 2007 — Разметка — мама Дениса / тётя Нина
- 2008 — Женщина желает знать… — директор детского дома
- 2009 — Дом с сюрпризом (Украина) — Вера Ивановна, крёстная Игоря
- 2009 — Чудес не бывает — мать Жени
- 2009-2010 — Кремлёвские курсанты — Алла Евгеньевна Прилуцкая, преподаватель культурологии
- 2009-2019 — Воронины — Людмила Васильевна Золотарёва, мама Веры
- 2011 — Афера (фильм № 15)
- 2011 — Метод Лавровой — Аврора Ильинична, экскурсовод в галерее
- 2012 — 2013 — Тайны института благородных девиц — учительница музыки в институте
- 2017 — Грааль — снималась.
- 2017 — Мой лучший друг — жена Лыкова

## Награды
- Орден «За заслуги в культуре и искусстве» (31 июля 2023 года) — за вклад в развитие отечественной культуры и искусства, многолетнюю плодотворную творческую деятельность[1].
- Народная артистка Российской Федерации (21 марта 2011 года) — за большие заслуги в области кинематографического, музыкального, театрального и хореографического искусства[2].
- Заслуженная артистка Российской Федерации (21 сентября 1998 года) — за заслуги в области искусства[3].